# Кузнецов, Поликарп Алексеевич
Полика́рп Алексе́евич Кузнецо́в (25 февраля [8] марта 1860, Тара, Тобольская губерния, Российская империя — ?, РСФСР) — русский военачальник, генерал-лейтенант Русской императорской армии Вооружённых сил Российской империи, участник Русско-японской и Первой мировой войн, командующий 31-й пехотной дивизией, 37-м армейским корпусом и 13-м армейским корпусом. Военный востоковед, исследователь Памира, первый начальник Памирского отряда на Памире (1892—1893):

«Родоначальником первых погранпостов и отрядов на Памире был подполковник Михаил Ефремович Ионов. Под его командованием на Восточном Памире в пределах нынешней Горно-Бадахшанской автономной области в 1891—1892 гг. началось строительство поста и укрепления у реки Мургаб в Шаджане (который возвёл капитан Адриан Серебренников), получившего впоследствии название „Памирский пост“. В нём разместилась штаб-квартира для зимовки отряда, ставшая приютом для путешественников, научных исследователей из разных стран и представителей населения Восточного и Западного Памира в период Афганской оккупации (Памира) в 1883—1895 гг. В этом укреплении в юртах зимовал первый гарнизон отряда во главе с начальником Генерального штаба капитаном Поликарпом Алексеевичем Кузнецовым. Вопреки суровым условиям, сильным ветрам, морозам, отряд перенёс все лишения и, благополучно перезимовав, вернулся, сменённый отрядом под командованием Василия Николаевича Зайцева…».— 
Кузнецов был искусным военным востоковедом, исследователем Памира и припамирских ханств. В 1892—1893 гг. совершил ряд рекогносцировок по Памиру, отчёты о которых опубликовал как научные работы. В период службы штаб-офицером особых поручений при Командующем войсками Туркестанского военного округа в 1898 г. исследовал пути, ведущие от Самарканда в Патта-Гиссар (Новый Термез) через перевал Тахту-Карачу, а также участок реки Амударьи между Айваджем и городом Сараем. Он посвятил Памиру такие труды, как «Дарваз. Рекогносцировка капитана Генерального штаба Кузнецова в 1893 г.», «Дарваз. Примечания о невыгодной торговле с Бухарой, написанные в 1730 г. Пьером Куки» (изданы в 1893 г. в Новом Маргелане, ныне Фергана). В 1894 г. в Ташкенте в еженедельной газете «Туркестанские Ведомости» за № 55 был опубликован его очерк «Памиры». Впоследствии «Памиры» были включены в изданный в Санкт-Петербурге «Сборник географических, топографических и статистических материалов по Азии».

## Биография
Родился 25 февраля (8 марта) 1860 в уездном городе Тара Тарского уезда Тобольской губернии Российской империи. Выходец из мещанского сословия Тобольской губернии. Воспитывался в Сибирской военной гимназии. В службу вступил в августе 1877 году. Окончил 3-е военное Александровское училище в 1879 году, был выпущен в звании прапорщика и направлен на службу в Перовскую крепостную артиллерию. В 1885 году — выпускник по 2-му разряду Николаевской академии Генерального Штаба.
Прикомандирован к штабу Туркестанского военного округа Русской императорской армии Вооружённых сил Российской империи (с 1885). Старший адъютант военной канцелярии Аму-Дарьинского отдела (1889—1891). Затем начальник Ходжентского отдела Ферганской области Туркестанского военного округа. Капитан Генерального штаба (с апреля 1891), старший адъютант штаба войск Ферганской области (с 23 апреля 1891).
Начальник первого постоянного Памирского отряда с 1 сентября 1892 г. по 23 сентября 1893 г..
Штаб-офицер для особых поручений при командующем войсками Туркестанского военного округа с 14 марта 1894 года, подполковник с 1895.
Командир 5-го Оренбургского казачьего полка, полковник (с сентября 1899). Начальник штаба 13-й пехотной дивизии (25.08.1900—17.04.1904).
Участник русско-японской войны 1904—1905 гг. Командир 59-го Люблинского пехотного полка (1904—1905). С августа 1905 года генерал-майор, одновременно назначен командиром 1-й бригады 3-й пехотной дивизии.
Командир 1-й бригады 15-й пехотной дивизии с января 1906, командир 2-й бригады 15-й пехотной дивизии с января 1907 года.
Начальник штаба 8‑го армейского корпуса с 21 июля 1910 по 6 октября 1914 года, «с которым и участвовал в Первой мировой войне в составе 8-й армии генерала Алексея Алексеевича Брусилова, которая с 28 июля (10 августа) 1914 года приняла участие в Галицийской битве». Командующий 31-й пехотной дивизией (начал командовать дивизией в чине генерал-майора) 10-го армейского корпуса Русской императорской армии с 6 октября 1914 г . В чин Генерал-лейтенанта произведён в январе 1915 г. Командир 37-го армейского корпуса 12-й армии с октября 1915 г. 26 января 1916 г. переведён на должность командира 13-го армейского корпуса.
С 9 сентября 1917 г. состоял в резерве чинов при штабе Петроградского военного округа.

## Награды
- Орден Святого Станислава 3-й степени (1890),
- Орден Святого Владимира 4-й степени с мечами и бантом (1894),
- Орден Святого Станислава 2-й степени (1896)
- Орден Святой Анны 2-й степени (1903),
- Золотое оружие «За храбрость»[к. 5][к. 6] (1906)[7],
- Орден Святого Владимира 3-й степени с мечами (1906),
- Орден Святого Станислава 1-й степени с мечами (1909),
- Орден Святой Анны 1-й степени с мечами (1913),
- Орден Святого Владимира 2-й степени с мечами (1915),
- Мечи к ордену Святой Анны 1-й степени (1914),
- Мечи к ордену Святого Станислава 1-й степени (1915),
- Мечи и бант к ордену Святого Владимира 4-й степени (1916)[1].

### Иностранные награды
- Бухарский орден Золотой Звезды 2-й степени (1895),
- Бухарский орден Золотой Звезды 1-й степени (1896),
- Французский орден Почётного Легиона, офицерский крест (1896),
- Болгарский орден «Святой Александр» 3-й степени (1896)[6].

## Семья
Супруга Кузнецова Ольга Семёновна.
- Сыновья:
  - Кузнецов Всеволод Поликарпович, корниловец — военнослужащий русской армии в Первой мировой войне, в дальнейшем — Корниловского ударного полка, впоследствии — одноимённых частей белых армий в годы Гражданской войны. Жена — Анна Леонидовна Кузнецова.
  - Кузнецов Виктор Поликарпович, корниловец. Жена — Лидия Александровна Кузнецова.
- Дочь Ирина Поликарповна Кузнецова, репрессирована в 1937 году, расстреляна[1].

### Комментарии
1. ↑  В 1866 г. в ходе реформы военного образования в Российской империи, Сибирское начальное военно-учебное заведение — кадетский корпус был преобразован в военную гимназию с программой ср. учебного заведения (закрытого типа с полным содержанием и общежитием) для подготовки кадет к военной или госслужбе.
2. ↑  Выпускник по 1-му разряду становился чином по выше, по 2-му — оставался в том же чине, а по 3-му разряду в Генеральный штаб не переводились, возвращались в свои части
3. ↑  «…у реки Мургаб — зимовали в юртах на урочище Шаджан на высоте более 3600 м над ур. м. (более 400 км южнее киргизского г. Ош)»[1].
4. ↑  Одно из важнейших и крупнейших 1-х крупных сражений в 1-й мировой войны в августе — сентябре 1914 года, в ходе которого российские войска заняли всю восточную Галицию, Буковину и осадили Перемышль.
5. ↑  «17.02.1906 — золотое оружие с надписью «За храбрость» «за отличие в делах против японцев» [РИ-38/1906] (в [ГС 1914] указано 1905)»[6].
6. ↑  С 1913-го официально именовался Георгиевским оружием, причислялось к ордену Святого Георгия.